# Zelowan pyriformis
Zelowan pyriformis Murphy & Russell-Smith, 2010 è un ragno appartenente alla famiglia Gnaphosidae.

## Etimologia
Il nome della specie deriva dal latino pyriformis, cioè a forma di pera, in riferimento al profilo dell'epigino femminile visto ventralmente.

## Caratteristiche
L'olotipo femminile rinvenuto ha lunghezza totale è di 3,42mm; la lunghezza del cefalotorace è di 1,28mm; e la larghezza è di 0,90mm.

## Distribuzione
La specie è stata reperita nel Congo orientale: l'olotipo femminile è stato rinvenuto lungo il fiume Kwango, nel territorio di Feshi, appartenente alla provincia di Bandundu.

## Tassonomia
Al 2016 non sono note sottospecie e dal 2010 non sono stati esaminati nuovi esemplari.